# دره بیژن سفلی
دره بیژن سفلی، روستایی از توابع بخش بیرانوند شهرستان خرم‌آباد در استان لرستان ایران است. اکثریت جمعیت این روستا از تیره حافظ طایفه بارانی بیرانوند هستند.

## جمعیت
این روستا در دهستان بیرانوند جنوبی قرار دارد و براساس سرشماری مرکز آمار ایران در سال ۱۳۸۵، جمعیت آن ۴۲۲ نفر (۳۵خانوار) بوده‌است. لازم است ذکر شود که در سالهای اخیر تعدادی از ساکنین روستای دره بیژن وسطی در این روستا ساکن شدند.
این روستا در دهانه دره و در پایین کوه مارمژه قرار دارد. اهالی این روستا از طایفه حافظ و برجه از ایل بیرانوند می‌باشند. شغل آنان کشاورزی و دامداری است. دامداران عمده این روستا زندگی ییلاق وقشلاق دارند که منطقه ییلاق آنها پشتکوه والی می‌باشد و بهار را در مراتع کوه‌های اطرف روستا می‌گذرانند. تابستان برای جمع‌آوری محصولات کشاورزی خود و جمع‌آوری آذوقه زمستان خود به روستا دربیژن کوچ می‌کنند. مجموع سه روستا دربیژن دارای یک مدرسه ابتدایی می‌باشند دانش آموزان برای تحصیلات دوره متوسطه به روستای کاسیان (رستم خانی) یا مرکز بخش مراجعه می‌کنند این روستا از نظر خدمات بهداشتی زیر نظر خانه بهداشت روستای کاسیان می‌باشد
فاصله این روستا تا مرکز بخش ده کیلومتر و تا شهرستان خرم‌آباد شصت کیلومتر می‌باشد.